# Arcidiocesi di Maribor

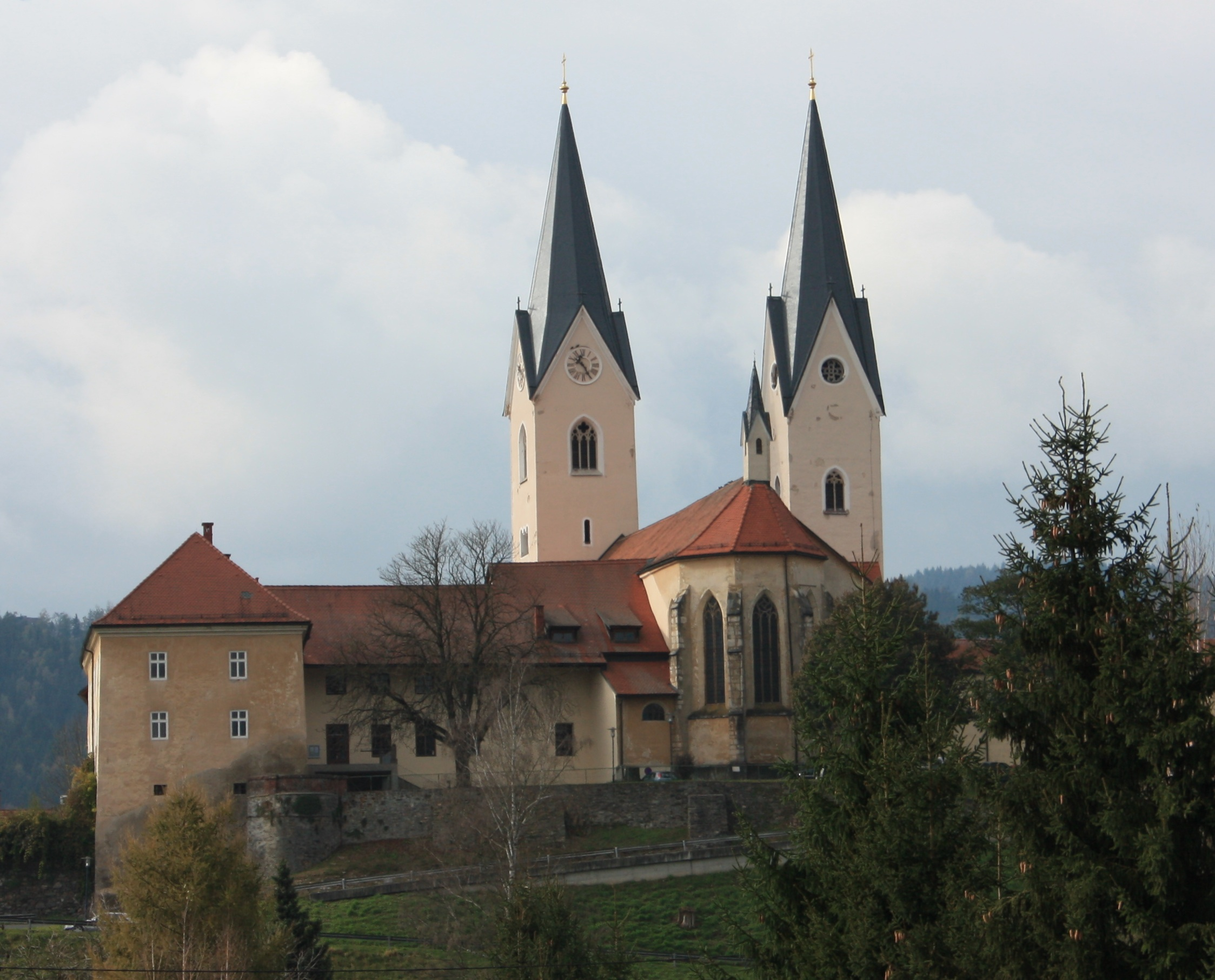
L'antica cattedrale di St. Andrä im Lavanttal in Austria.

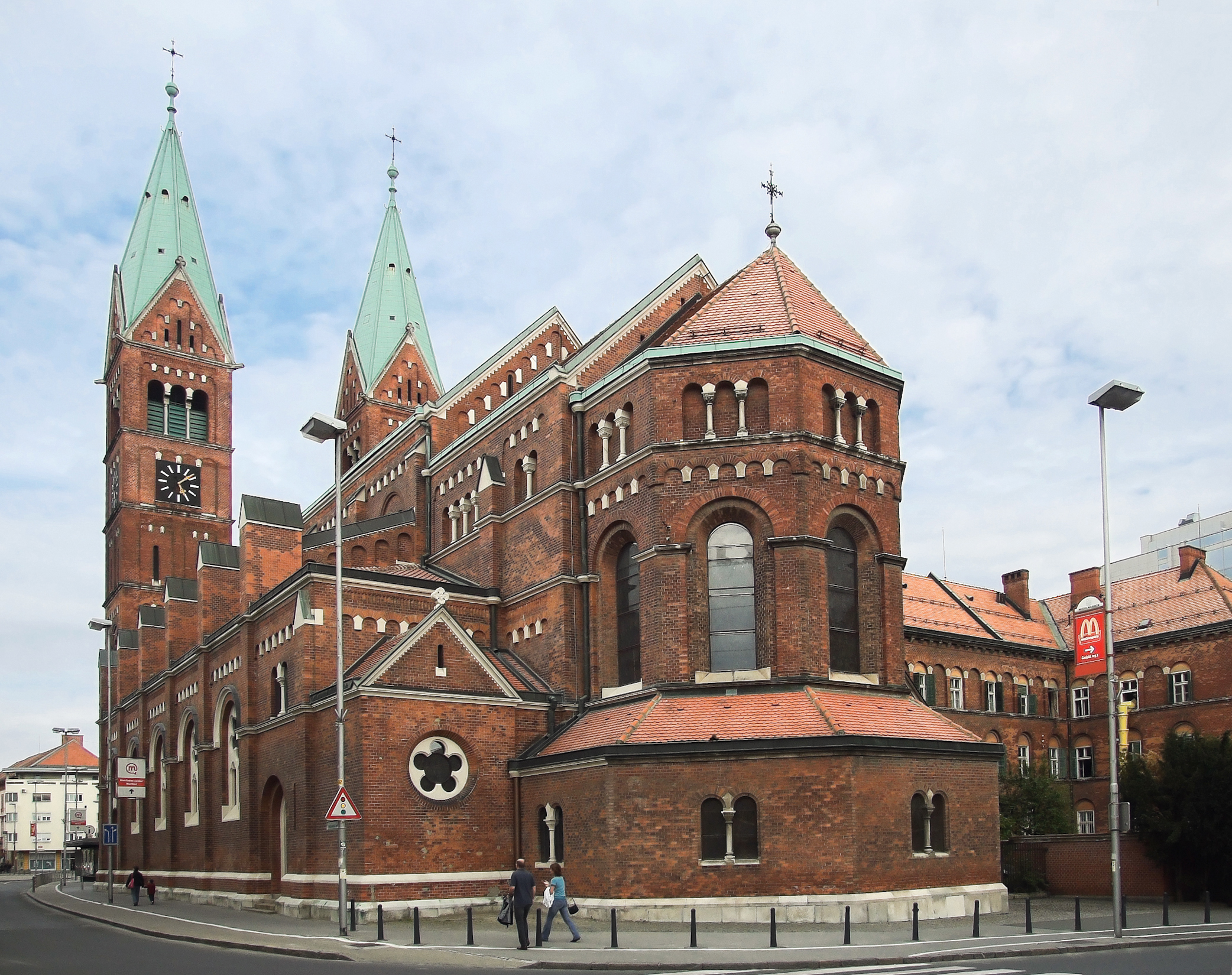
La basilica di Maria Madre della Misericordia a Maribor.

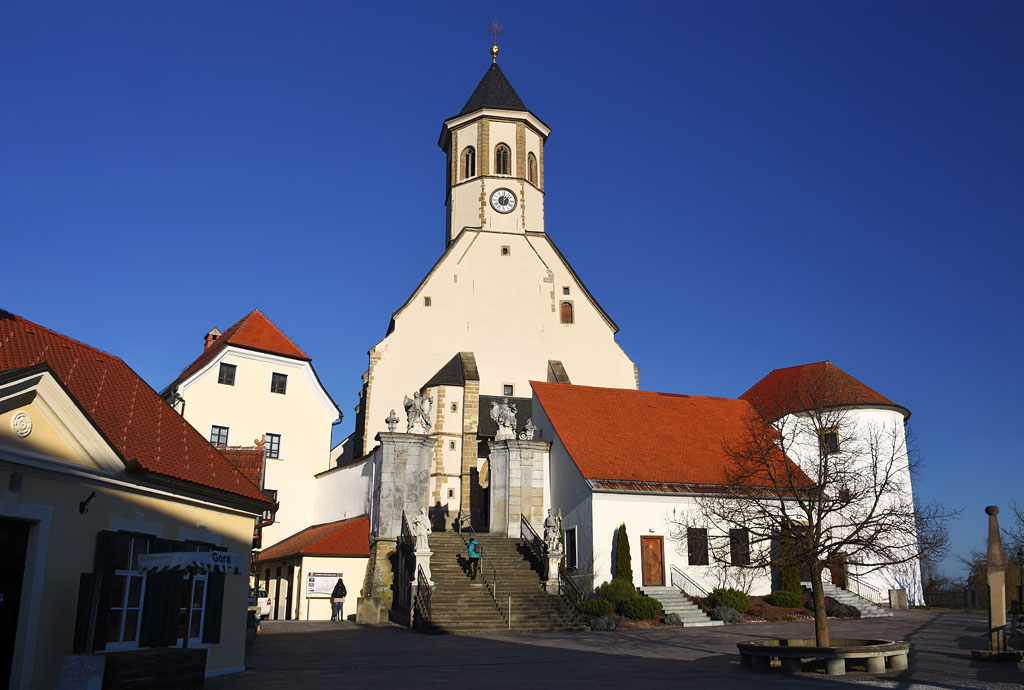
La basilica di Santa Maria a Ptujska Gora.

L'arcidiocesi di Maribor (in latino Archidioecesis Mariborensis) è una sede metropolitana della Chiesa cattolica in Slovenia. Nel 2021 contava 341.950 battezzati su 416.280 abitanti. È retta dall'arcivescovo Alojzij Cvikl, S.I.

## Territorio
L'arcidiocesi comprende all'incirca le regioni dell'Oltredrava e della Carinzia.
Sede arcivescovile è la città di Maribor, dove si trova la cattedrale di San Giovanni Battista. A Ptuj si trova la storica chiesa di San Giorgio, costruita sui resti di una basilica paleocristiana del IV secolo. Nell'arcidiocesi sorgono anche due basiliche minori: la basilica di Santa Maria a Ptujska Gora (comune di Majšperk); e la basilica di Maria Madre della Misericordia a Maribor.
Il territorio si estende su una superficie di 3.682 km² ed è suddiviso in 144 parrocchie.

### Provincia ecclesiastica
La provincia ecclesiastica di Maribor, istituita nel 2006, comprende le seguenti suffraganee:
- diocesi di Celje
- diocesi di Murska Sobota

## Storia
L'erezione della diocesi di Lavant si inserisce nel contesto degli sforzi pastorali messi in atto dall'arcivescovo Eberardo di Salisburgo (1200-1246) per rivitalizzare l'azione pastorale in questa parte lontana della sua arcidiocesi così da unirla più strettamente con il centro episcopale.
La diocesi di Lavant fu eretta il 10 maggio 1228 dall'arcivescovo Eberardo con il consenso di papa Gregorio IX, ricavandone il territorio dalla stessa arcidiocesi di Salisburgo. Questa diocesi, come quelle di Gurk, Chiemsee e Seckau, erano diocesi "proprie" dell'arcivescovo di Salisburgo (in tedesco: Salzburger Eigenbistumer), ossia diocesi fondate dagli arcivescovi salisburghesi all'interno del vasto territorio della loro arcidiocesi, i quali nominavano i vescovi senza elezione da parte dei rispettivi capitoli dei canonici e li intronizzavano nelle rispettive sedi. Questo speciale privilegio perdurò fino alla pubblicazione del Codice di diritto canonico nel 1917.
La sede della diocesi fu posta a St. Andrä im Lavanttal, dove la locale chiesa parrocchiale fu eretta a cattedrale. Fin dal 1212 questa chiesa era retta da un collegio di canonici che seguiva la regola di sant'Agostino; una volta eretta la diocesi, il collegio canonicale divenne il nuova capitolo della cattedrale, che continuò a seguire la regola agostiniana fino al 1825.
Diversamente dagli altri Eigenbischöfen, il vescovo di Lavant doveva sottoscrive una Kapitulatio con la quale rinunciava ad esercitare la giurisdizione propria di un ordinario diocesano: nominato e consacrato dall'arcivescovo di Salisburgo, il vescovo di Lavant di fatto non era che un vicario generale dell'arcivescovo per questa parte dell'arcidiocesi.
Su esplicita richiesta del pontefice, Eberardo stabilì, ma solo nel 1244, i confini della diocesi, che comprendeva territori in parte in Stiria (Remsnik, St. Florian, St. Peter bei Lindenberg, St. Martin an der Sulm e Sussenteller) e in parte in Carinzia (St. Andrä e Lavamünd).
Il vescovo Dietrich Wolfhauer (1317-1332) ebbe il titolo di principe-vescovo, e con Theobald Schweinpeck (1446-1463) il titolo fu appannaggio dei vescovi di Lavant fino al termine della seconda guerra mondiale.
I vescovi di Lavant, non di rado scelti tra i canonici della cattedrale di Salisburgo, furono spesso incaricati di missioni diplomatiche o politiche da parte dell'imperatore o di altri principi dell'impero. In altri casi occupavano posti all'interno di altre diocesi. Per esempio il vescovo Leonhard Peurl (1508-1533) fu vicario generale del patriarcato di Aquileia per quella parte del patriarcato che ricadeva nei domini asburgici.
Nel 1598 Georg Stobäus (1584-1618) inviò all'arciduca Ferdinando, futuro imperatore, un Memorandum nel quale gli chiedeva di perseguire, in conformità alla pace di Augusta, la ricattolicizzazione di quei territori asburgici caduti in mano ai protestanti. Georg Stobäus, assieme a Thomas Chrön di Lubiana e a Martin Brenner di Seckau, fu uno degli artefici del rinnovamento cattolico all'inizio del Seicento. Gli scritti luterani furono dati alle fiamme e ai protestanti fu chiesto o di convertirsi o di emigrare.
Le riforme in campo ecclesiastico introdotte dall'imperatore Giuseppe II alla fine del Settecento portarono nel 1788 a una riorganizzazione della geografia ecclesiastica della parte meridionale dei territori asburgici. Furono fissati nuovi confini tra le diocesi, cosa che comportò per la diocesi di Lavant un notevole ingrandimento, estendendosi sui distretti civili di Volkermarkt (Carinzia) e di Celje (Stiria). Alle primitive parrocchie del 1244, se ne aggiunsero altre 137: 25 dall'arcidiocesi di Salisburgo, 85 dalla soppressa arcidiocesi di Gorizia e 27 dall'arcidiocesi di Lubiana. Contestualmente fu soppressa la Kapitulatio, che aveva finora limitato i diritti dei vescovi di Lavant sulla propria diocesi, che rimase suffraganea di Salisburgo, i cui arcivescovi conservarono il diritto di nominare e di consacrare i vescovi di Lavant.
Con queste modifiche, la diocesi era di fatto una creazione nuova, suddivisa in 20 decanati, 6 in Carinzia e 14 in Stiria. Ma la sede rimase a St. Andrä im Lavanttal, che ora si trovava agli estremi margini settentrionali della diocesi. 
Il 20 maggio 1857 la Santa Sede dette il suo assenso ad un progetto di modifica dei territori delle diocesi di questa parte dell'impero, già ideato dal vescovo Leopold Maximilian von Firmian (1800-1822), ma realizzato solo da Anton Martin Slomšek. Le parrocchie di Lavant in Carinzia furono cedute alla diocesi di Gurk, mentre le parrocchie del distretto sloveno di Maribor passarono da Seckau alla diocesi di Lavant. Contestualmente Slomšek trasferì la sede della sua diocesi da St. Andrä im Lavanttal a Maribor. Queste modifiche, che entrarono in vigore nel mese di settembre 1859, furono introdotte, tra le altre cose, anche per risolvere il problema del bilinguismo (tedesco e sloveno) in cui si erano venute a trovare le diocesi di Seckau e di Lavant dopo le modifiche del 1788.
Slomšek proseguì nella sua opera istituendo a Maribor il seminario vescovile, favorendo l'uso della lingua slovena e istituendo diverse scuole parrocchiali. Mihael Napotnik (1899-1922) convocò cinque sinodi diocesani.
I confini tra le diocesi stabiliti nel 1857 coincidevano quasi perfettamente con i confini tra Austria e Jugoslavia definiti dopo la prima guerra mondiale. Alcuni piccoli aggiustamenti furono introdotti il 27 settembre 1923: Lavant cedette a Seckau la parrocchia di Soboth in Stiria, e ricevette in cambio due parrocchie (Apa e Kapla) e due frazioni di parrocchie (Cmurek e Sv. Duh). Il 1º dicembre dello stesso anno ai vescovi di Lavant furono date in amministrazione le parrocchie della diocesi di Gurk in Austria e della diocesi di Szombathely in Ungheria che dopo la guerra si trovavano in territorio jugoslavo, per un totale di 34 parrocchie.
Il 1º maggio 1924 la diocesi, che malgrado tutti i cambiamenti susseguitesi dopo il 1788 era pur sempre rimasta suffraganea di Salisburgo, divenne immediatamente soggetta alla Santa Sede. Il 6 giugno 1923 il papa aveva nominato vescovo Andrej Karlin, che è stato il primo vescovo nominato direttamente da un papa dalla creazione della diocesi nel XIII secolo.
Durante la seconda guerra mondiale il clero della diocesi subì una pesante persecuzione da parte delle autorità naziste. 284 preti diocesani furono espulsi e 16 di loro messi a morte. La stessa sorte subirono molti religiosi presenti in diocesi.
Il 5 marzo 1962 assunse il nome di diocesi di Maribor, in forza del decreto Ad satius animarum della Congregazione Concistoriale. Contestualmente ai vescovi fu permesso di aggiungere al proprio titolo, quello antico Lavantinus.
Nel 1964 le parrocchie delle diocesi di Gurk e di Szombathely, amministrate dai vescovi di Maribor dal 1923, entrarono a far parte pleno iure della diocesi. Nello stesso tempo alcune piccole modifiche territoriali portano i confini della diocesi a coincidere con quelli della Repubblica Socialista di Slovenia.
Il 22 novembre 1968 la diocesi è entrata a far parte della provincia ecclesiastica di Lubiana, sede metropolitana di tutta la Slovenia.
Il 7 aprile 2006 la sede è stata elevata al rango di arcidiocesi metropolitana con la bolla Sacrorum Antistites di papa Benedetto XVI, e dal suo territorio sono state create le sue due diocesi suffraganee, Celje e Murska Sobota.

## Cronotassi dei vescovi
Si omettono i periodi di sede vacante non superiori ai 2 anni o non storicamente accertati.
- Ulrich von Haus † (10 maggio 1228 - 25 settembre 1257 deceduto)
- Karl von Friesach † (1257 - 1260)
- Otto von Mörnstein † (1260 - circa 1264 deceduto)
- Almerich Grafendorfer, O.Cist. † (1265 - circa 1267 deceduto)
- Herbord † (1268 - 1275 deceduto)
- Gerhard von Enstal † (1275 - 1284 deceduto)
- Konrad von Fohnsdorf (anche von Breitenfurt) † (1284 - 11 febbraio 1291 nominato arcivescovo di Salisburgo)
- Heinrich von Helfenberg † (26 febbraio 1291 - ? deceduto)
- Wulfing von Stubenberg, O.P. † (circa 1303 - 31 gennaio 1304 nominato vescovo di Bamberga)
- Werner † (prima del 20 luglio 1305 - circa 1317 deceduto)
- Dietrich Wolfhauer † (1º ottobre 1317 consacrato - prima del 21 dicembre 1332 deceduto)
- Heinrich Krafft † (prima del 4 ottobre 1333 - 27 luglio 1342 deceduto)
- Heinrich II von Leis † (circa 1343 - 15 luglio 1356 deceduto)
- Peter Kröll von Hall † (26 maggio 1357 - settembre/dicembre 1362 deceduto)
- Heinrich IV Krapff † (24 marzo 1363 - 29 novembre 1387 deceduto)
  - Ortolf von Offenstetten † (circa 1388 - ? deceduto) (vescovo eletto)[8]
- Nikolaus von Unhorst † (11 gennaio 1391 - 1397 dimesso)
- Konrad II Torer von Törlein † (12 aprile 1397 - ?)
- Ulrich II † (11 marzo 1408 - 8 marzo 1411 deceduto)
- Wolfhard von Ehrenfels † (1º aprile 1411 - 5 maggio 1421 deceduto)
- Friedrich Theis von Thesingen † (16 aprile 1422 - aprile 1424 nominato vescovo di Chiemsee)
  - Lorenz von Lichtenberg † (1424 - 1432 nominato vescovo di Gurk) (intruso)
- Hermann von Gnas † (circa 1434 - circa 1438 deceduto)
- Lorenz von Lichtenberg † (4 luglio 1438 - 8 novembre 1446 deceduto) (per la seconda volta)
- Theobald Schweinpeck † (24 novembre 1446 - 1463 deceduto)
- Rudolf von Rüdesheim † (26 settembre 1463 - 27 aprile 1468 nominato vescovo di Breslavia)
- Johann I von Roth † (17 maggio 1468 - 4 marzo 1482 nominato vescovo di Breslavia)
- Georg † (circa 1483 - 1486 deceduto)
- Erhard Paumgartner † (5 gennaio 1487 - 1508 deceduto)
- Leonhard Peurl † (26 novembre 1508 - 2 settembre 1533 dimesso)
- Philliph Renner † (5 novembre 1536 - 5 aprile 1555 deceduto)
- Martin Herkules Rettinger von Wiespach † (1556 - 21 febbraio 1570 deceduto)
- Georg II von Agricola † (7 maggio 1570 consacrato - 16 marzo 1584 deceduto)
- Georg III Stobäus von Palmburg † (19 ottobre 1584 - 23 ottobre 1618 deceduto)
- Leonhard II von Götz † (21 gennaio 1619 - 28 novembre 1640 deceduto)
- Albert von Priamis † (29 dicembre 1640 - 8 settembre 1654 deceduto)
- Maximilian Gandolf von Kuenburg † (8 ottobre 1654 - 3 marzo 1665 nominato vescovo di Seckau)
- Sebastian von Pötting-Persing † (3 aprile 1665 - 11 marzo 1673 nominato vescovo di Passavia)
- Franz Caspar von Stadion † (21 ottobre 1673 - 13 febbraio 1704 deceduto)
- Johann Sigmund von Kuenburg † (22 febbraio 1704 - 1º aprile 1708 nominato vescovo di Chiemsee)
- Philipp Carl von Fürstenberg † (11 aprile 1708 - 14 febbraio 1718 deceduto)
- Leopold Anton Eleutherius von Firmian † (11 marzo 1718 - 1724 nominato vescovo di Seckau)
- Joseph Oswald von Attems † (20 febbraio 1724 - 4 maggio 1744 deceduto)
- Vigilius Augustin Maria von Firmian † (26 maggio 1744 - 15 luglio 1753 dimesso)
- Johann Baptist von Thurn und Taxis † (4 febbraio 1754 - 3 giugno 1762 deceduto)
- Joseph Franz Anton von Auersperg † (31 gennaio 1763 - 4 gennaio 1764 dimesso)
- Franz de Paula Xaver Ludwig Jakob von Breuner † (30 settembre 1773 - 1º maggio 1777 dimesso[9])
- Vinzenz Joseph Franz Sales von Schrattenbach † (31 maggio 1777 - 29 gennaio 1790 dimesso)
- Joseph Ernest Gandolph von Kuenburg † (20 febbraio 1790 - 12 dicembre 1793 deceduto)
- Vinzenz Joseph Franz Sales von Schrattenbach † (26 giugno 1795 - 4 giugno 1800 nominato vescovo di Brno)
- Leopold Maximilian von Firmian † (23 novembre 1800 - 25 gennaio 1822 nominato arcivescovo di Vienna)
- Ignaz Franz Sales Zimmermann † (19 maggio 1824 - 28 settembre 1843 deceduto)
- Franz Xaver Kuttnar † (23 novembre 1843 - 8 marzo 1846 deceduto)
- Beato Anton Martin Slomšek † (30 maggio 1846 - 24 settembre 1862 deceduto)
- Jakob Ignaz Maximilian Stepischnegg † (21 dicembre 1862 - 28 giugno 1889 deceduto)
- Mihael Napotnik † (27 settembre 1889 - 28 marzo 1922 deceduto)
- Andrej Karlin † (6 giugno 1923 - 6 marzo 1933 deceduto)
- Ivan Jožef Tomažič † (27 giugno 1933 - 27 febbraio 1949 deceduto)
  - Sede vacante (1949-1960)
- Maksimilijan Držečnik † (15 giugno 1960 - 13 maggio 1978 deceduto)
- Franc Kramberger (6 novembre 1980 - 3 febbraio 2011 dimesso)
- Marjan Turnšek (3 febbraio 2011 succeduto - 31 luglio 2013 dimesso)[10]
- Alojzij Cvikl, S.I., dal 14 marzo 2015

## Statistiche
L'arcidiocesi nel 2021 su una popolazione di 416.280 persone contava 341.950 battezzati, corrispondenti all'82,1% del totale. 
| anno | popolazione | popolazione | popolazione | presbiteri | presbiteri | presbiteri | presbiteri                | diaconi | religiosi | religiosi | parrocchie |
| anno | battezzati  | totale      | %           | numero     | secolari   | regolari   | battezzati per presbitero | diaconi | uomini    | donne     | parrocchie |
| ---- | ----------- | ----------- | ----------- | ---------- | ---------- | ---------- | ------------------------- | ------- | --------- | --------- | ---------- |
| 1950 | 531.958     | 583.884     | 91,1        | 356        | 299        | 57         | 1.494                     |         | 48        | 16        | 225        |
| 1970 | 711.925     | 768.343     | 92,7        | 288        | 288        |            | 2.471                     |         |           |           | 274        |
| 1980 | 733.033     | 827.245     | 88,6        | 420        | 326        | 94         | 1.745                     | 2       | 160       | 216       | 282        |
| 1990 | 718.660     | 832.503     | 86,3        | 401        | 317        | 84         | 1.792                     | 1       | 123       | 170       | 285        |
| 1999 | 711.898     | 839.814     | 84,8        | 393        | 306        | 87         | 1.811                     | 3       | 113       | 144       | 289        |
| 2000 | 711.398     | 839.814     | 84,7        | 400        | 313        | 87         | 1.778                     | 3       | 117       | 134       | 289        |
| 2001 | 708.540     | 843.150     | 84,0        | 404        | 317        | 87         | 1.753                     | 3       | 107       | 141       | 290        |
| 2002 | 707.531     | 842.450     | 84,0        | 405        | 310        | 95         | 1.746                     | 4       | 117       | 139       | 290        |
| 2003 | 706.383     | 841.360     | 84,0        | 408        | 314        | 94         | 1.731                     | 4       | 114       | 145       | 290        |
| 2004 | 704.384     | 826.229     | 85,3        | 404        | 311        | 93         | 1.743                     | 4       | 109       | 134       | 290        |
| 2013 | 354.087     | 418.087     | 84,7        | 189        | 134        | 55         | 1.873                     | 4       | 62        | 55        | 143        |
| 2016 | 353.055     | 416.870     | 84,7        | 168        | 120        | 48         | 2.101                     | 4       | 55        | 44        | 143        |
| 2019 | 346.780     | 416.550     | 83,3        | 163        | 115        | 48         | 2.127                     | 5       | 53        | 44        | 144        |
| 2021 | 341.950     | 416.280     | 82,1        | 155        | 110        | 45         | 2.206                     | 11      | 50        | 37        | 144        |